# جنگ‌های هان - شیونگ‌نو
جنگ‌های هان-شیونگ‌نو, همچنین به عنوان «جنگ چین و شیونگ‌نو» شناخته می‌شود، مجموعه‌ای از درگیری‌های نظامی بود که در طول دو قرن (از ۱۳۳ پیش از میلاد تا ۸۹ پس از میلاد) بین دولت چینی امپراتوری هان و کنفدراسیون عشایر کوچ‌نشین شیونگ‌نو رخ داد، اگرچه درگیری‌های گسترده را می‌توان از اوایل ۲۰۰ پیش از میلاد و در اواخر ۱۸۸ پس از میلاد پیگیری کرد.
دودمان یکپارچه چین که تمام ایالت‌های دیگر را تحت فرمان اولین امپراتور فتح کرد، ژنرال منگ تیان را در سال ۲۱۵ پیش از میلاد در لشکرکشی موفق برای اخراج شیونگ‌نو از منطقه اوردو فرستاد. با این حال، جنگ‌های داخلی بعدی پس از فروپاشی سلسله چین، به قبایل شیونگ‌نو که در آن زمان در یک کنفدراسیون بزرگ تحت رهبری مودو چانیو به یک کنفدراسیون بزرگ متحد شده بودند، فرصتی برای حمله دوباره به منطقه اوردوس را داد. پس از تأسیس خاندان هان غربی در سال ۲۰۲ پیش از میلاد، امپراتور گائوزو هان سعی کرد تا از تجاوزهای شیونگ‌نو جلوگیری کند اما خود در طی نبرد بایدنگ در کمینی گرفتار شد و آتش‌بس مورد مذاکره قرار گرفت. پس از آن دهه‌ها «صلح رسمی»، چینی‌ها «اتحادهای ازدواج» را برای دلجویی از شیونگ‌نو، که هنوز هم به‌طور معمول به سرزمین‌های مرزی چین حمله می‌کردند، ارائه کردند. بدین ترتیب جنگ اول هان-شیونگ‌نو پایان یافت.

## برای مطالعهٔ بیشتر
- Yap, Joseph P. (2019). The Western Regions, Xiongnu and Han, from the Shiji, Hanshu and Hou Hanshu. شابک ‎۹۷۸−۱۷۹۲۸۲۹۱۵۴.